# Ricky Pierce
Ricky Charles Pierce (Dallas, 19 agosto 1959) è un ex cestista statunitense, professionista nella NBA e in Grecia.

## Carriera
La sua formazione nel basket iniziò nella Garland High School e nella Rice University.
Fu scelto dai Detroit Pistons nel primo giro (18ª scelta) del draft NBA 1982.
Vinse il NBA Sixth Man of the Year Award due volte con i Milwaukee Bucks, il primo nella stagione 1987-88 e il secondo in quella 1989-90.
Realizzò un record di tiri liberi consecutivi mandati a segno nel 1991, con ben 75 realizzazioni, mentre era in squadra con i Seattle SuperSonics.
Si ritirò nel 1998, quando era al suo secondo periodo con i Milwaukee Bucks.
Giocò anche in Grecia con l'AEK Atene BC.

## Statistiche

### College
| Anno      | Squadra   | PG | PT | MP   | TC%  | 3P% | TL%  | RP  | AP  | PRP | SP  | PP   |
| --------- | --------- | -- | -- | ---- | ---- | --- | ---- | --- | --- | --- | --- | ---- |
| 1979-1980 | Rice Owls | 26 | -  | 33,8 | 48,0 | -   | 71,8 | 8,2 | 1,4 | 0,7 | 0,3 | 19,2 |
| 1980-1981 | Rice Owls | 26 | -  | 34,7 | 51,8 | -   | 70,6 | 7,0 | 1,2 | 0,1 | 0,3 | 20,9 |
| 1981-1982 | Rice Owls | 30 | -  | 36,8 | 51,1 | -   | 79,4 | 7,5 | 0,9 | 1,1 | 0,4 | 26,8 |
| Carriera  | Carriera  | 82 | -  | 35,2 | 50,4 | -   | 75,1 | 7,6 | 1,1 | 0,6 | 0,4 | 22,5 |

### NBA

#### Regular Season
| Anno      | Squadra            | PG  | PT  | MP   | TC%  | 3P%  | TL%  | RP  | AP  | PRP | SP  | PP   |
| --------- | ------------------ | --- | --- | ---- | ---- | ---- | ---- | --- | --- | --- | --- | ---- |
| 1982-1983 | Detroit Pistons    | 39  | 1   | 6,8  | 37,5 | 14,3 | 56,3 | 0,9 | 0,4 | 0,2 | 0,1 | 2,2  |
| 1983-1984 | San Diego Clippers | 69  | 35  | 18,6 | 47,0 | 0,0  | 86,1 | 2,0 | 0,9 | 0,4 | 0,2 | 9,9  |
| 1984-1985 | Milwaukee Bucks    | 44  | 3   | 20,0 | 53,7 | 25,0 | 82,3 | 2,7 | 2,1 | 0,8 | 0,1 | 9,8  |
| 1985-1986 | Milwaukee Bucks    | 81  | 8   | 26,5 | 53,8 | 13,0 | 85,8 | 2,9 | 2,2 | 1,0 | 0,1 | 13,9 |
| 1986-1987 | Milwaukee Bucks    | 79  | 31  | 31,7 | 53,4 | 10,7 | 88,0 | 3,4 | 1,8 | 0,8 | 0,3 | 19,5 |
| 1987-1988 | Milwaukee Bucks    | 37  | 0   | 26,1 | 51,0 | 21,4 | 87,7 | 2,2 | 2,0 | 0,6 | 0,2 | 16,4 |
| 1988-1989 | Milwaukee Bucks    | 75  | 4   | 27,7 | 51,8 | 22,2 | 85,9 | 2,6 | 2,1 | 1,0 | 0,3 | 17,6 |
| 1989-1990 | Milwaukee Bucks    | 59  | 0   | 29,0 | 51,0 | 34,6 | 83,9 | 2,8 | 2,3 | 0,8 | 0,1 | 23,0 |
| 1990-1991 | Milwaukee Bucks    | 46  | 0   | 28,8 | 49,9 | 39,8 | 90,7 | 2,5 | 2,1 | 0,8 | 0,2 | 22,5 |
| 1990-1991 | Seattle S.Sonics   | 32  | 2   | 26,3 | 46,3 | 39,1 | 92,5 | 2,3 | 2,3 | 0,7 | 0,1 | 17,5 |
| 1991-1992 | Seattle S.Sonics   | 78  | 78  | 34,1 | 47,5 | 26,8 | 91,6 | 3,0 | 3,1 | 1,1 | 0,3 | 21,7 |
| 1992-1993 | Seattle S.Sonics   | 77  | 72  | 28,8 | 48,9 | 37,2 | 88,9 | 2,5 | 2,9 | 1,3 | 0,1 | 18,2 |
| 1993-1994 | Seattle S.Sonics   | 51  | 0   | 20,0 | 47,1 | 18,8 | 89,6 | 1,6 | 1,8 | 0,8 | 0,1 | 14,5 |
| 1994-1995 | G.S. Warriors      | 27  | 6   | 24,9 | 43,7 | 32,9 | 87,7 | 2,4 | 1,5 | 0,8 | 0,1 | 12,5 |
| 1995-1996 | Indiana Pacers     | 76  | 2   | 18,5 | 44,7 | 33,7 | 84,9 | 1,8 | 1,3 | 0,8 | 0,1 | 9,7  |
| 1996-1997 | Denver Nuggets     | 33  | 10  | 18,2 | 46,2 | 30,8 | 90,2 | 1,6 | 0,9 | 0,4 | 0,2 | 10,2 |
| 1996-1997 | Charlotte Hornets  | 27  | 17  | 24,1 | 50,2 | 53,6 | 88,9 | 2,5 | 1,8 | 0,5 | 0,1 | 12,0 |
| 1997-1998 | Milwaukee Bucks    | 39  | 0   | 11,3 | 36,4 | 30,8 | 82,7 | 1,2 | 0,9 | 0,2 | 0,0 | 3,9  |
| Carriera  | Carriera           | 969 | 269 | 24,4 | 49,3 | 32,2 | 87,5 | 2,4 | 1,9 | 0,8 | 0,2 | 14,9 |

#### Playoffs
| Anno     | Squadra           | PG | PT | MP   | TC%  | 3P%  | TL%  | RP  | AP  | PRP | SP  | PP   |
| -------- | ----------------- | -- | -- | ---- | ---- | ---- | ---- | --- | --- | --- | --- | ---- |
| 1985     | Milwaukee Bucks   | 8  | 1  | 24,8 | 49,3 | 0,0  | 77,8 | 2,3 | 1,9 | 0,4 | 0,1 | 9,9  |
| 1986     | Milwaukee Bucks   | 13 | 0  | 24,8 | 46,0 | 0,0  | 88,9 | 2,8 | 1,5 | 0,6 | 0,2 | 11,1 |
| 1987     | Milwaukee Bucks   | 12 | 2  | 26,4 | 47,9 | -    | 82,1 | 2,3 | 1,3 | 0,8 | 0,4 | 15,9 |
| 1988     | Milwaukee Bucks   | 5  | 0  | 21,0 | 47,2 | 20,0 | 88,9 | 2,8 | 1,8 | 0,2 | 0,4 | 11,8 |
| 1989     | Milwaukee Bucks   | 9  | 0  | 32,4 | 54,6 | 75,0 | 87,2 | 2,8 | 2,8 | 1,2 | 0,2 | 22,3 |
| 1990     | Milwaukee Bucks   | 4  | 0  | 30,5 | 46,7 | 50,0 | 90,3 | 2,3 | 1,5 | 1,3 | 0,0 | 22,3 |
| 1991     | Seattle S.Sonics  | 5  | 0  | 22,4 | 33,3 | 30,0 | 94,1 | 2,8 | 0,8 | 0,8 | 0,2 | 11,4 |
| 1992     | Seattle S.Sonics  | 9  | 9  | 35,1 | 48,1 | 27,3 | 87,0 | 2,4 | 3,1 | 0,6 | 0,1 | 19,6 |
| 1993     | Seattle S.Sonics  | 19 | 19 | 30,4 | 45,6 | 40,0 | 89,8 | 2,4 | 2,2 | 0,6 | 0,2 | 17,7 |
| 1994     | Seattle S.Sonics  | 5  | 0  | 14,8 | 45,2 | -    | 70,6 | 1,0 | 0,6 | 0,2 | 0,0 | 8,0  |
| 1996     | Indiana Pacers    | 5  | 4  | 26,6 | 34,0 | 25,0 | 85,0 | 0,8 | 3,0 | 1,6 | 0,2 | 10,2 |
| 1997     | Charlotte Hornets | 3  | 2  | 29,0 | 45,8 | 14,3 | -    | 2,7 | 1,3 | 0,7 | 0,0 | 7,7  |
| Carriera | Carriera          | 97 | 37 | 27,4 | 46,6 | 35,5 | 86,6 | 2,4 | 1,9 | 0,7 | 0,2 | 14,9 |

## Palmarès
- NCAA AP All-America Third Team (1982)
- 2 volte NBA Sixth Man of the Year (1987, 1990)
- NBA All-Star (1991)